# کارلا کیهلستد
کارلا کیهلستد (انگلیسی: Carla Kihlstedt؛ زادهٔ ۱۹۷۱ (۵۳–۵۴ سال)) یک موسیقی‌دان اهل ایالات متحده آمریکا است. وی از سال ۱۹۹۸ میلادی تاکنون مشغول فعالیت بوده‌است.